# Vital TV
A Vital TV Magyarország első életmódcsatornája, az Echo TV társcsatornája volt. Létrehozója Széles Gábor.

## Története
A csatorna logóját először 2006. január 17-én védték le, amely később elvetettek. A csatorna eredetileg 2006 májusában indult volna, de csak ezen az év szeptember 15-én kezdte meg sugárzását. A csatorna eredetileg csak életmódi műsorokat mutatott be. 2009. április 21-étől politikai műsorokat is közvetített. A csatorna 2011. szeptember 15-én megszüntette sugárzását.

### Megszűnése
A csatorna megszűnését először 2011 júliusában jelentették be, a 2006 szeptemberében indult csatorna nem tudott elég sok nézőhöz eljutni (a műholdas szolgáltatók egyikének se szerepelt a kínálatában), így a megszűnését egy ideje már több jel jósolta: a leépülés első jele volt, amikor az Echo TV-n sugárzott egyes műsorok a Vital TV-n is láthatóvá váltak, így az nevével ellentétben nem életmódi, sokkal inkább politikai csatorna volt (Echo TV ismétlőcsatornája). A csatorna 2011. szeptember 15-én - a csatorna 5 éves, illetve az Echo TV hivatalos adásának 6 éves fennállása alkalmából - befejezte működését, amely a weboldala 2012 tavaszáig élt.

## Műsorai
- Mesterkurzus
- Életreceptek
- Más-Kép
- Mindennapi Genetika
- Vital Tippek
- Egészségfórum
- Durbincs
- Formabontók
- Egészségőr
- A csodálatos bolygó
- A hosszú élet titka
- Amit a nőkről nem is sejtenél
- Az állatok nyelvén
- Az állatvilág titkai
- Ég és Föld között
- Európa legszebb partvidékei
- Hatalmas bukások
- Iskolatévé
- Kölyöksport
- Látóhatárok
- Természetes szépség
- Test és lélek

## Műsorvezetők
- Farkasházi Réka
- Gerhardt Máté
- Nyul Zsuzsa
- Vámosi Viki
- Nagy Sándor
- Geszler Dorottya